# Bildbaum
Der Bildbaum ist ein etwa 566,8 m hoher Gebirgspass in der Haardt, einem Mittelgebirgszug am Ostrand des Pfälzerwaldes, in Rheinland-Pfalz. Der Pass liegt auf der Gemarkung von Diedesfeld. Namensgebend ist ein an einem Baum befestigter Bildkasten mit einem Heiligenbild, das eine Madonna mit Jesuskind auf dem rechten Arm im Typus einer Mondsichelmadonna darstellt.

## Geographische Lage
Der Bildbaum liegt im Biosphärenreservat Pfälzerwald-Vosges du Nord und im Naturpark Pfälzerwald. Er bildet den Bergsattel zwischen der Hohen Loog (618,7 m) und dem Zwergberg (589,3 m). Nach Norden fällt der Sattel in das Kaltenbrunner Tal und nach Süden in das Klausental, wo der Wooggraben entspringt, ab.

## Geschichte
Das in seiner Erstfassung „Madonna mit der Singdrossel“ von Heinz Schiestl stammende Gnadenbild wurde 1907 am Stamm einer Kiefer befestigt. Dieses wurde 1967 renoviert und 1999 von Erich Knoll auf seinem alten Unterbau erneuert. Das Muttergottesbild ist seit 1973 im Besitz und in der Obhut der Pfälzerwald-Verein-Ortsgruppe Hambach. Im Jahr 2006 wurde anlässlich des 100-jährigen Jubiläums der Pfälzerwaldvereinsortsgruppe Hambach ein steinerner Tisch aufgestellt. Er trägt die Inschrift Wer möchte leben ohne den Trost der Bäume, die erste Zeile aus dem Gedicht „Ende eines Sommers“ des Lyrikers Günter Eich (1907–1972).

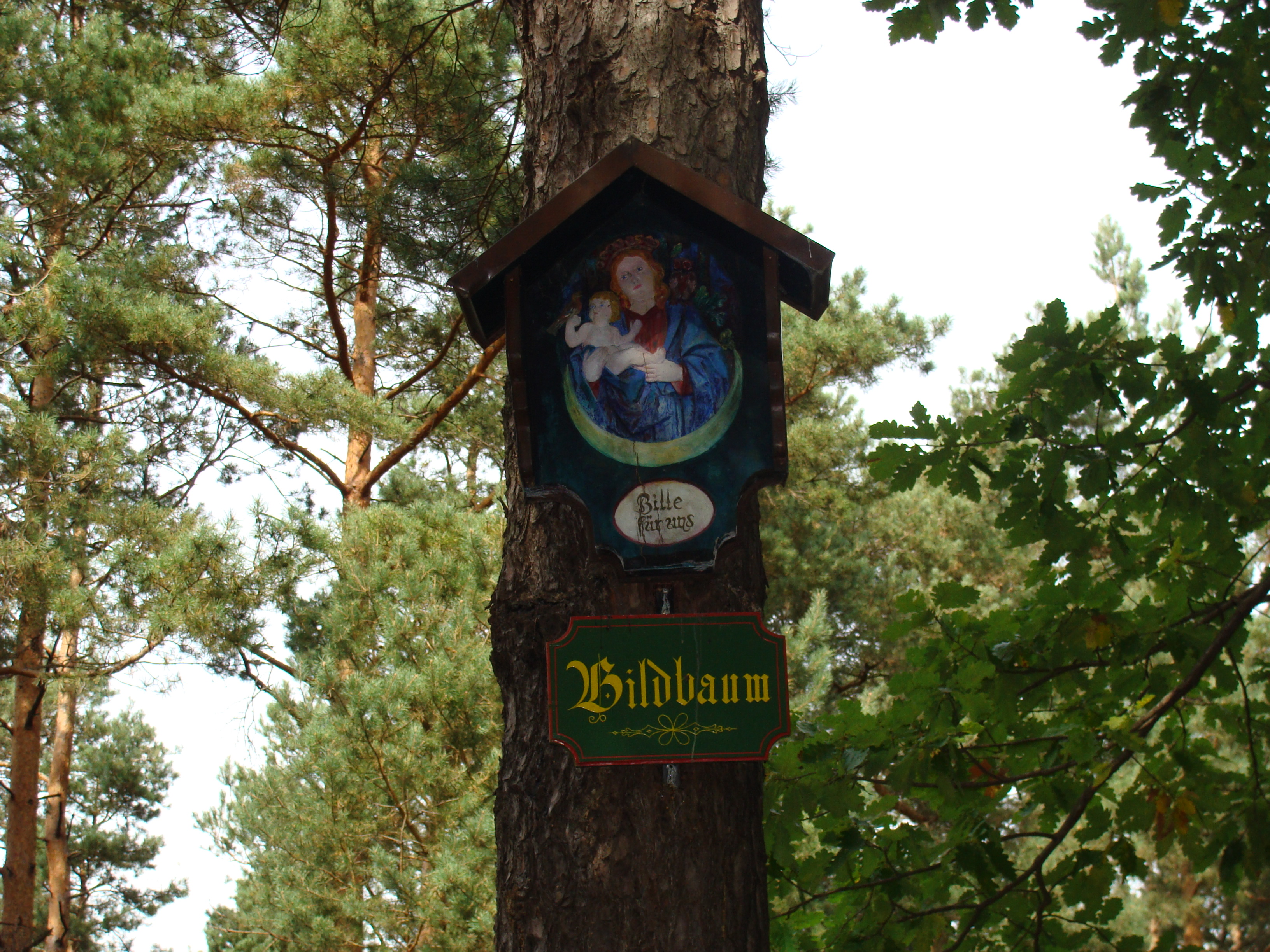
Muttergottesbild und Bildbaumschild
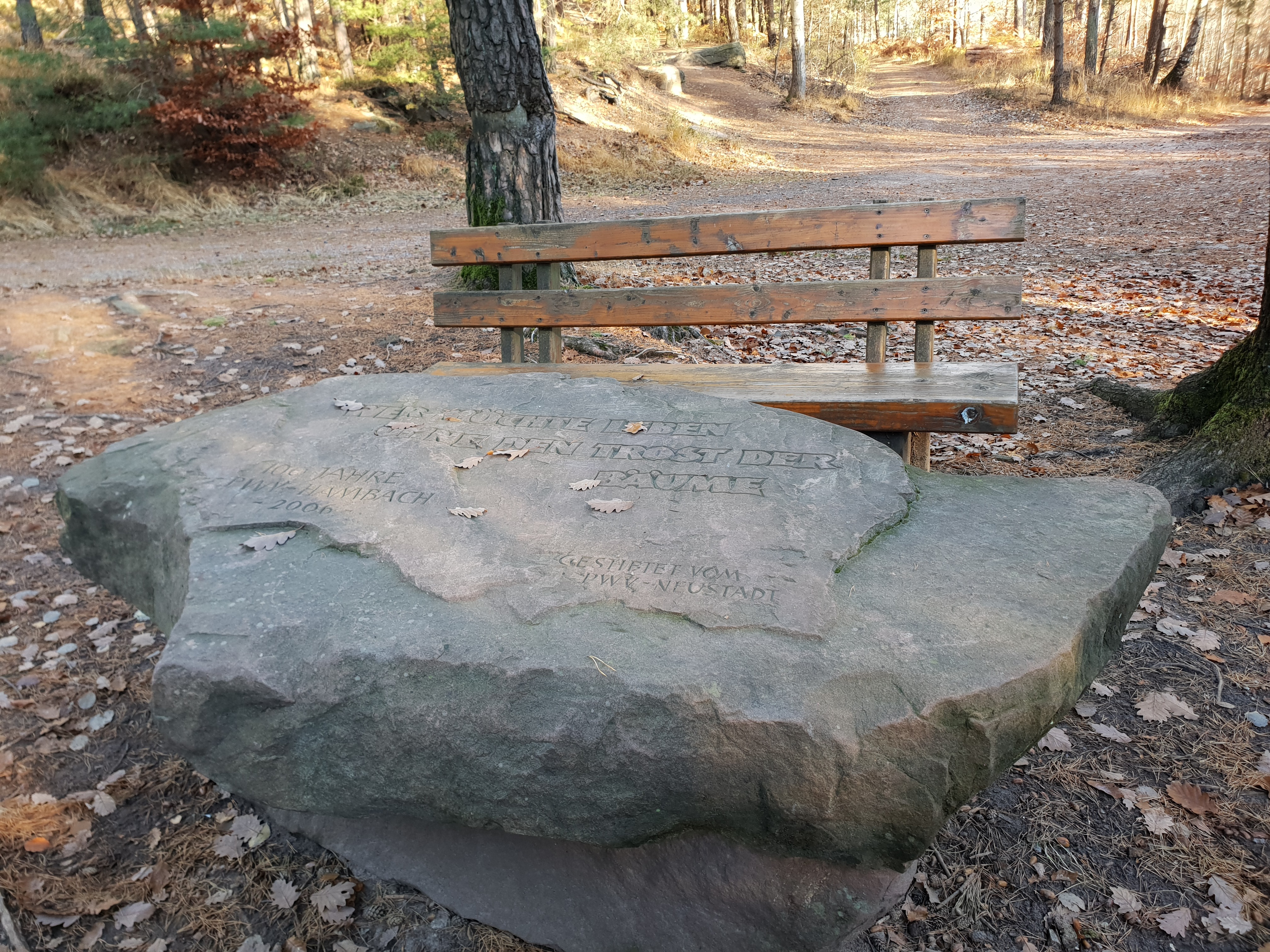
Jubiläumstisch
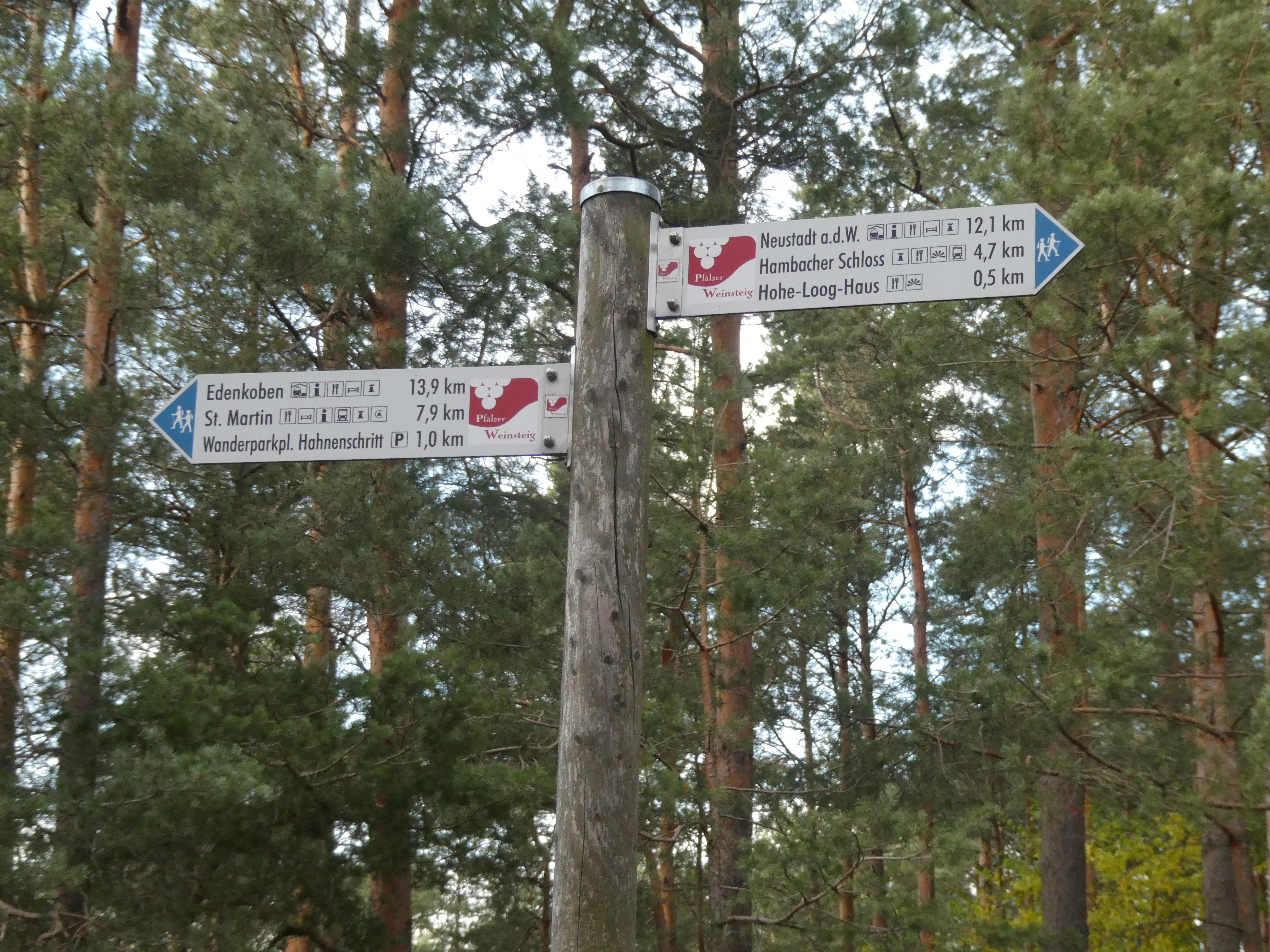
Wegweiser am Bildbaum

## Wandern und Schutzhütten
Der Bildbaum ist ein zentraler Knotenpunkt (Wegspinne) im Naturpark Pfälzerwald, wo verschiedene markierte und unmarkierte Wanderwege aufeinandertreffen. Der kürzeste Zugang kann vom Wandererparkplatz am Hahnenschritt erfolgen, der über die Kalmithöhenstraße erreicht werden kann. Über den Sattel verlaufen der Prädikatswanderweg Pfälzer Weinsteig und die lokalen Themenwanderwege Loog Loops. Nur 500 Meter östlich liegt die bewirtschaftete Schutzhütte des Pfälzerwaldvereins Hohe-Loog-Haus. Weitere nahegelegene bewirtschaftete Hütten des Pfälzerwaldvereins sind das Kalmithaus und die Klausentalhütte sowie die privat bewirtschaftete Kaltenbrunner Hütte.
| Sternberg Kaltenbrunnertal Kaltenbrunner Hütte |                                       | Kühungerquelle Speierheld Nollenkopf     |
|                                                |                                       | Hohe Loog Hohe-Loog-Haus                 |
| Zwergberg Hahnenschritt Kalmithöhenstraße      | Taubenkopf Klausental Klausentalhütte | Sommerseite Sommerberg Hambacher Schloss |